# Exobasidium bisporum
Exobasidium bisporum är en svampart som beskrevs av Sawada ex Ezuka 1991. Exobasidium bisporum ingår i släktet Exobasidium och familjen Exobasidiaceae.   Inga underarter finns listade i Catalogue of Life.